# Elezioni amministrative in Italia del 1972
Il 26 novembre 1972 in Italia si votò per il rinnovo di 778 consigli comunali (tra cui Novara, Pavia, Trieste, La Spezia, Crotone e Gela) e di 2 consigli provinciali.

## Elezioni comunali

### Novara
| Liste                                                  | Voti   | %    | Seggi |
| ------------------------------------------------------ | ------ | ---- | ----- |
| Democrazia Cristiana (DC)                              | 22.671 | 34,6 | 18    |
| Partito Comunista Italiano (PCI)                       | 17.154 | 26,2 | 14    |
| Partito Socialista Italiano (PSI)                      | 9.310  | 14,2 | 7     |
| Partito Socialista Democratico Italiano (PSDI)         | 5.908  | 9,0  | 4     |
| Partito Liberale Italiano (PLI)                        | 3.955  | 6,0  | 3     |
| Movimento Sociale Italiano - Destra Nazionale (MSI-DN) | 3.882  | 5,9  | 3     |
| Partito Repubblicano Italiano (PRI)                    | 2.189  | 3,3  | 1     |
| Democrazia Proletaria (DP)                             | 506    | 0,8  | -     |
| Totale                                                 | 65576  |      | 50    |

### Pavia
| Liste                                                  | Voti   | %    | Seggi |
| ------------------------------------------------------ | ------ | ---- | ----- |
| Partito Comunista Italiano (PCI)                       | 17.237 | 29,4 | 12    |
| Democrazia Cristiana (DC)                              | 16.827 | 28,7 | 12    |
| Partito Socialista Italiano (PSI)                      | 8.348  | 14,3 | 6     |
| Partito Socialista Democratico Italiano (PSDI)         | 5.202  | 8,9  | 3     |
| Partito Liberale Italiano (PLI)                        | 4.484  | 7,7  | 3     |
| Movimento Sociale Italiano - Destra Nazionale (MSI-DN) | 4.071  | 6,9  | 3     |
| Partito Repubblicano Italiano (PRI)                    | 2.163  | 3,7  | 1     |
| DP - PC(ML)I                                           | 242    | 0,4  | -     |
| Totale                                                 | 58.574 |      | 40    |

### Trieste
| Liste                                          | Voti    | %     | Seggi |
| ---------------------------------------------- | ------- | ----- | ----- |
| Democrazia Cristiana (DC)                      | 67.666  | 35,24 | 22    |
| Partito Comunista Italiano (PCI)               | 40.936  | 21,32 | 13    |
| Movimento Sociale Italiano (MSI)               | 23.969  | 12,48 | 8     |
| Partito Socialista Democratico Italiano (PSDI) | 14.614  | 7,70  | 4     |
| Partito Liberale Italiano (PLI)                | 13.944  | 7,35  | 4     |
| Partito Socialista Italiano (PSI)              | 12.217  | 6,44  | 4     |
| Partito Repubblicano Italiano (PRI)            | 9.807   | 5,17  | 3     |
| Unione Slovena (US)                            | 4.692   | 2,47  | 1     |
| Movimento per l'Indipendenza del T.L.T.        | 3.692   | 1,92  | 1     |
| Altri                                          | 484     | 0,25  | -     |
| Totale                                         | 192.021 |       | 60    |

### La Spezia
| Liste                                                  | Voti   | %    | Seggi |
| ------------------------------------------------------ | ------ | ---- | ----- |
| Partito Comunista Italiano (PCI)                       | 34.656 | 40,9 | 21    |
| Democrazia Cristiana (DC)                              | 24.770 | 29,2 | 15    |
| Partito Socialista Italiano (PSI)                      | 7.952  | 9,2  | 4     |
| Movimento Sociale Italiano - Destra Nazionale (MSI-DN) | 5.251  | 6,3  | 3     |
| Partito Repubblicano Italiano (PRI)                    | 5.031  | 5,9  | 3     |
| Partito Socialista Democratico Italiano (PSDI)         | 3.794  | 4,5  | 2     |
| Partito Liberale Italiano (PLI)                        | 3.254  | 3,8  | 2     |
| Totale                                                 |        |      |       |

## Elezioni provinciali

### Provincia di Pavia
| Liste                                                  | Voti    | %    | Seggi |
| ------------------------------------------------------ | ------- | ---- | ----- |
| Partito Comunista Italiano (PCI)                       | 130.980 | 36,9 | 12    |
| Democrazia Cristiana (DC)                              | 108.179 | 30,5 | 9     |
| Partito Socialista Italiano (PSI)                      | 43.418  | 12,3 | 4     |
| Partito Socialista Democratico Italiano (PSDI)         | 24.051  | 6,8  | 2     |
| Movimento Sociale Italiano - Destra Nazionale (MSI-DN) | 21.425  | 6,3  | 2     |
| Partito Liberale Italiano (PLI)                        | 17.897  | 5,0  | 1     |
| Partito Repubblicano Italiano (PRI)                    | 8.211   | 2,2  | -     |
| Totale                                                 |         |      |       |

### Provincia di Viterbo
| Liste                                                  | Voti   | %    | Seggi |
| ------------------------------------------------------ | ------ | ---- | ----- |
| Partito Comunista Italiano (PCI)                       | 56.944 | 34,9 | 9     |
| Democrazia Cristiana (DC)                              | 52.964 | 32,5 | 8     |
| Movimento Sociale Italiano - Destra Nazionale (MSI-DN) | 17.151 | 10,5 | 2     |
| Partito Socialista Italiano (PSI)                      | 14.438 | 8,9  | 2     |
| Partito Socialista Democratico Italiano (PSDI)         | 8.553  | 5,2  | 1     |
| Partito Liberale Italiano (PLI)                        | 7.318  | 4,5  | 1     |
| Partito Repubblicano Italiano (PRI)                    | 5.742  | 3,5  | 1     |
| Totale                                                 |        |      |       |